# Argulus longicaudatus
Argulus longicaudatus är en kräftdjursart som beskrevs av C. B. Wilson 1944. Argulus longicaudatus ingår i släktet Argulus och familjen karplöss. Inga underarter finns listade i Catalogue of Life.